# Табаґа
Табаґа (араб. طبقة) — місто району Ель-Джабал-ель-Ґарбі Лівії. Тут розташовано невеликий аеропорт, котрий був однією з локацій громадянської війни у 2011.